# Ewa Śnieżanka
Ewa Śnieżanka (ur. 2 stycznia 1947 w Chorzepinie) – polska piosenkarka i działaczka samorządowa.

## Życiorys

### Kariera muzyczna
Śpiewać zaczęła w czasie nauki w szkole średniej. Brała wtedy udział w amatorskich konkursach piosenki. W roku 1962 brała udział w I Ogólnopolskim Festiwalu Młodych Talentów. W 1964 wystąpiła na Krajowym Festiwalu Polskiej Piosenki w Opolu.
W 1968 zajęła I miejsce w konkursie telewizyjnym Proszę dzwonić. Od tego czasu zaczęła profesjonalnie zajmować się muzyką. Przez jakiś czas związana była ze sceną warszawskiego Teatru na Targówku (obecnie Teatr Rampa). Występowała na Festiwalu Piosenki Radzieckiej w Zielonej Górze.
Występowała w wielu miastach Polski, a także za granicą (m.in. Austria, Bułgaria, Francja, Holandia, Kanada, Kuba, RFN, Tunezja, Turcja, USA).
Piosenki dla niej pisali m.in. kompozytorzy: Zbigniew Ciechan, Renata Danel, Krzysztof Cwynar, Włodzimierz Korcz, Czesław Majewski, Ryszard Poznakowski, Urszula Rzeczkowska, Adam Skorupka, Stanisław Wielanek, Jerzy Woy-Wojciechowski, oraz autorzy tekstów: Andrzej Bianusz, Wojciech Młynarski, Bogdan Olewicz, Grażyna Orlińska, Jan Pietrzak, Jan Tadeusz Stanisławski, Zbigniew Stawecki, Andrzej Strzelecki, Jan Zalewski.

### Działalność telewizyjna i teatralna
Zagrała rolę epizodyczną (rolę gościa na przyjęciu) w filmie Jej powrót (1974, reżyseria Witold Orzechowski).
Wystąpiła w spektaklu O zachowaniu przy stole Andrzeja Bianusza w Teatrze na Targówku w Warszawie jako Prymuska (1976, reż. Marian Jonkajtys).
Wystąpiła w programie Śpiewające fortepiany.
Obecnie, od kilku lat, występuje w sztuce Klimakterium... i już.

### Działalność publiczna
W kadencjach 1994-1998 i 1998-2002 była radną gminy Warszawa-Wawer. W 1996, jako radna, ukończyła studium prawno-samorządowe przy PAN, pisząc pracę dyplomową z zakresu problematyki Ustroju Samorządu pt. W poszukiwaniu równowagi - jak godzić funkcję radnego pilnującego interesów wyborców, wobec praw i obowiązków radnego w Radzie Gminy. Obszerne fragmenty tej pracy były drukowane w „Życiu Warszawy” (8 kwietnia 1998). W 2002 w plebiscycie czytelników „Życia Warszawy” na najlepszego radnego, zajmuje 10. miejsce (na 300 zgłoszonych nazwisk).
W kadencji 2002-2006 była radną Rady m.st. Warszawy z listy Samoobrony RP. Niedługo po wyborach wystąpiła z tej partii. W 2006 bez powodzenia ubiegała się o reelekcję z listy komitetu Nasze Miasto. Współtworzyła Stowarzyszenie Wykonawców Utworów Muzycznych i Słowno-Muzycznych. W latach 1994–2002 była sekretarzem stowarzyszenia, następnie została członkiem zarządu.

## Odznaczenia
W 2005 otrzymała Medal Komisji Edukacji Narodowej.

## Nagrody i wyróżnienia
- 1968 – I miejsce w konkursie telewizyjnym Proszę dzwonić
- 1969 – KFPP w Opolu - wyróżnienie
- 1972 – Radiowa Giełda Piosenki (ZAKR) - I miejsce („Kochaj mnie tak, jak ja ciebie”)
- 1973 – Telewizyjna Giełda Piosenki - II miejsce („To nie był wcale nasz ostatni walc”)
- 1975 – W radiowym plebiscycie na Piosenkę Roku - I miejsce („Warszawskie nowe tango”)
- 1976 – W Kanadzie - płyta pt. „To nie był wcale nasz ostatni walc” - uznana została „za najlepszą pozycję w dziale muzyki rozrywkowej ostatnich lat, nagrana w Polsce” („Dziennik Polonijny”)
- 1976 – II nagroda Dnia Płytowego Międzynarodowego Festiwalu Piosenki w Sopocie
- 1976 – I nagroda na festiwalu w Słonecznym Brzegu (Bułgaria)
- 1976 – nagroda dziennikarzy na festiwalu jw.
- 1977 – II nagroda na Coupe d'Europe w Villach (Austria)
- 1977 – w plebiscycie „Kuriera Polskiego” znalazła się w pierwszej dziesiątce najpopularniejszych osób w Polsce
- 1986 – Grand Prix na festiwalu Gala w Hawanie (Kuba), jak również, na tym samym festiwalu, otrzymuje Nagrodę Dziennikarzy i Nagrodę Publiczności

## Dyskografia

### Solowa
- Ewa Śnieżanka (EP, Muza N-0681)
- Ewa Śnieżanka (EP, Pronit N-0735)
- 1974 – Ewa Śnieżanka: To nie był nasz ostatni walc (LP, Pronit SXL-1040)
- Ewa Śnieżanka (Pocztówka, Ruch R--0623)
- Ewa Śnieżanka (Pocztówka, Tonpress R-0752
- Waldemar Kocoń, Ewa Śnieżanka (Pocztówka, Tonpress R-0745)
- Ewa Śnieżanka (Pocztówka, Ruch R--0620)
- 1976 – Ewa Śnieżanka (LP, Pronit SX-1408)
- Ewa Śnieżanka (Pocztówka, Tonpress R-0430-II)
- Ewa Śnieżanka (Pocztówka, Tonpress R-0810-II)
- Ewa Śnieżanka (Pocztówka, Tonpress R-0628-II)
- Ewa Śnieżanka (Pocztówka, Tonpress R-0563-II)
- 1977 – Ewa Śnieżanka (Pocztówka, Tonpress R-0524-II)
- 1978 – Ewa Śnieżanka (Pocztówka, Tonpress R-0697-II)
- 1989 – Ewa Śnieżanka (LP, Muza SX-2648)
- 1999 – Ewa Śnieżanka: Kochaj Mnie Tak, Jak Ja Ciebie (CD, Polskie nagrania, Muza,  PNCD 478)

### Składanki
- Jan Zalewski i jego piosenki (LP, Pronit SX-1639)
- Jerzy Połomski / Ewa Śnieżanka (Pocztówka, PWP Ruch R-0270-II)
- 1973 – Mireille Mathieu / Ewa Śnieżanka (Pocztówka, Ruch R-0192-II)
- 1973 – Kołobrzeg '73 (LP, Muza SXL-0948)
- 1974 – Piosenki o Zamku Warszawskim (LP, Muza SXL-1046)
- 1977 – Interdisco 2 (LP, Muza SX-1451)
- 1977 – Horoskopy (LP, Muza SX-1382)
- 1977 – Pracujesz na lądzie, odpoczywaj na wodzie (Pocztówka, Tonpress R=-116a)
- 1977 – Warszawska Fala – Polskie Radio (Pocztówka, Tonpress R=-123a)
- 1977 – Ewa Śnieżanka / Alibabki (Pocztówka, Tonpress R-0622-II)
- 1979 – Tango dawniej i dziś (LP, Muza SX-1760)
- 1981 – Gdzie ten świat młodych lat i inne piosenki (LP, Muza SX-1889)
- 1989 – Ryszard Poznakowski – Ja nie umiem zmieniać przyjaciół (LP, Muza SX-2664)

- 1990 – Wszystkie serca Warszawie (LP, Muza SX-2631)
- 2014 - Warszawa da się lubić

## Wybrany repertuar
- Byłam ptakiem
- Jedyna rada – polubić
- Między nami dziewczynami
- Świat się na tym nie kończy
- To nie był wcale nasz ostatni walc
- Paryskie tango
- To tango
- Warszawskie nowe tango
- Weselny walc
- Znajdę miłość